# H. J. Mulliner & Co.

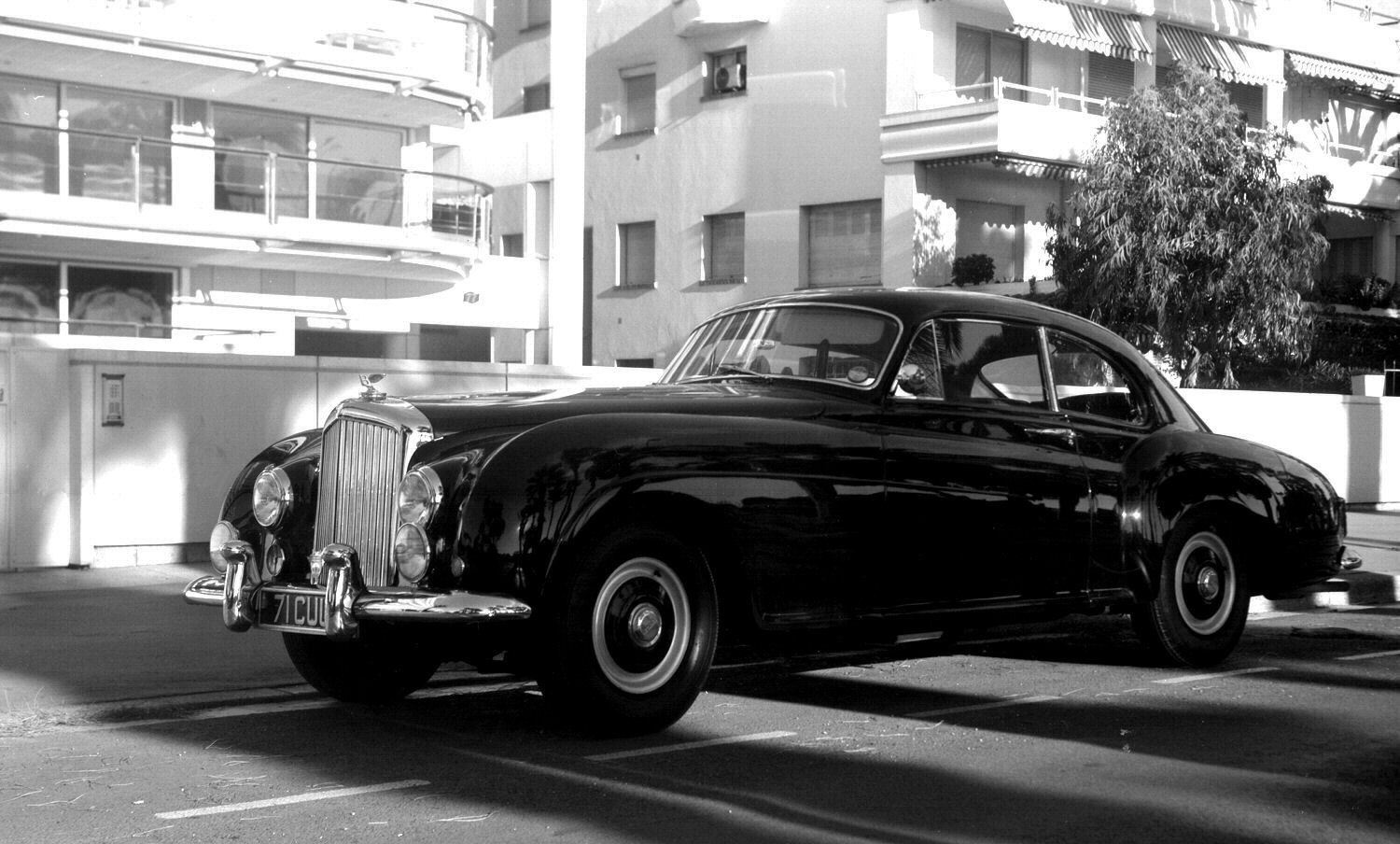
Bentley Continental Fastback Coupe Mulliner

H. J. Mulliner & Co. é uma empresa de customização de automóveis fundada em 1760. Atualmente é uma divisão da Bentley. 